# Rick Green (cầu thủ bóng đá)
Richard Green (sinh ngày 23 tháng 11 năm 1952) là một cựu cầu thủ bóng đá người Anh từng thi đấu ở vị trí tiền đạo.

## Sự nghiệp
Sinh ra ở Scunthorpe, Green thi đấu cho Appleby Frodingham, Scunthorpe United, Chesterfield, Notts County và Brigg Town.